# Тарновець (гміна)
Тарновець (пол. Gmina Tarnowiec) — сільська гміна у східній Польщі. Належить до Ясельського повіту Підкарпатського воєводства.
Станом на 31 грудня 2011 у гміні проживало 9183 особи.

## Територія
Згідно з даними за 2007 рік площа гміни становила 63.10 км², у тому числі:
- орні землі: 72.00%
- ліси: 18.00%

Таким чином, площа гміни становить 7.60% площі повіту.

## Населення
Станом на 31 грудня 2011:
| Опис     | Загалом | Загалом | Чоловіки | Чоловіки | Жінки | Жінки |
| -------- | ------- | ------- | -------- | -------- | ----- | ----- |
| одиниця  | осіб    | %       | осіб     | %        | осіб  | %     |
| все      | 9183    | 100     | 4530     | 49.33    | 4653  | 50.67 |
| міське   | 0       | 100     | 0        |          | 0     |       |
| сільське | 9183    | 100     | 4530     | 49.33    | 4653  | 50.67 |

## Сусідні гміни
Гміна Тарновець межує з такими гмінами: Дембовець, Єдліче, Новий Жміґруд, Хоркувка, Ясло, Ясло.